# Hanoi Stock Exchange
Die Hanoi Stock Exchange (HNX) ist eine Wertpapierbörse aus Vietnam. Sie war gegründet als Hanoi Securities Trading Center (Hanoi STC) in Hanoi, Vietnam, und wurde im März 2005 eröffnet. Sie kümmert sich um Auktionen und den Handel mit Aktien und Anleihen. Sie war nach dem Ho-Chi-Minh-Stadt-Wertpapierhandelszentrum das zweite Wertpapierhandelszentrum, das in Vietnam eröffnet wurde. Ausländischen Investoren ist es lediglich gestattet, bis zu einer Grenze von 49 % der Anteile an Unternehmen zu investieren, mit Ausnahme von Banken, wo die Grenze bei 30 % lag.

## Geschichte
Ende 2006 betrug die gemeinsame Marktkapitalisierung des Ho-Chi-Minh-Stadt-Wertpapierhandelszentrums und des Hanoi-Wertpapierhandelszentrums 14 Milliarden USD oder 22,7 % des BIP Vietnams.
Ab 2020 fungierte HNX als Vietnams Anleihenbörse, während der gesamte Aktienhandel an HOSE übertragen wurde. Der Premierminister erließ den Beschluss Nr. 37/2020/QD-TTg am 23. Dezember 2020, Gründung der Vietnam Stock Exchange. Dementsprechend wurden die Hanoi Stock Exchange und die Ho Chi Minh Stock Exchange Tochtergesellschaften, deren Stammkapital zu 100 % im Besitz der Vietnam Stock Exchange ist.

## Mitgliedschaften
- Am 18. Mai 2015 trat die HNX der Initiative der Vereinten Nationen für nachhaltige Börsen (Sustainable Stock Exchanges Initiative) im Rahmen des regionalen Dialogs der SSE in Bangkok bei, der von der Stock Exchange of Thailand ausgerichtet wurde.
- Asian and Oceanian Stock Exchanges Federation